# مطار بانتيو
مطار بانتيو مطار سوداني يخدم مدينة بانتيو عاصمة ولاية الوحدة في جنوب السودان على بعد 750 كم من جنوب غرب العاصمة الخرطوم، على الضفاف الجنوبية لنهر بحر الغزال.